# Рюшлікон
Рюшлікон (нім. Rüschlikon) — громада  в Швейцарії в кантоні Цюрих, округ Горген.

## Географія
Громада розташована на відстані близько 95 км на північний схід від Берна, 8 км на південь від Цюриха.
Рюшлікон має площу 2,9 км², з яких на 59,4% дозволяється будівництво (житлове та будівництво доріг), 17,7% використовуються в сільськогосподарських цілях, 22,2% зайнято лісами, 0,7% не є продуктивними (річки, льодовики або гори).

## Демографія
2019 року в громаді мешкало 6092 особи (+16,5% порівняно з 2010 роком), іноземців було 33,7%. Густота населення становила 2079 осіб/км².
За віковим діапазоном населення розподілялося таким чином: 22% — особи молодші 20 років, 59,2% — особи у віці 20—64 років, 18,8% — особи у віці 65 років та старші. Було 2551 помешкань (у середньому 2,4 особи в помешканні).
Із загальної кількості 3050 працюючих 5 було зайнятих в первинному секторі, 265 — в обробній промисловості, 2780 — в галузі послуг.